# 월터 데이비스

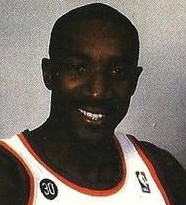
1987년 모습

월터 데이비스(Walter Davis, 본명: 월터 펄 데이비스, Walter Pearl Davis, 1954년 9월 9일 ~ 2023년 11월 2일)는 미국의 농구 선수였다. 노스캐롤라이나 타르 힐스(North Carolina Tar Heels)에서 대학 생활을 마친 후 그는 NBA(전미 농구 협회)에서 15년 동안 포워드/가드로 전문적으로 활약했으며 경력의 대부분을 피닉스 선스에서 보냈다. 데이비스는 NBA 올스타 6회, All-NBA 세컨드 팀 멤버 2회, 1978년 NBA 올해의 신인상을 받았다. 1994년 선스는 그의 등번호 6번을 영구결번으로 지정했고 2004년에 그는 NBA 올스타에 안치되었다. 데이비스는 선즈에서 활약하는 동안 15,666득점을 기록하며 프랜차이즈 역사상 최다 득점 기록을 세웠다. 2024년 데이비스는 사후 네이스미스 농구 명예의 전당에 헌액될 것이라고 발표되었다.